# اکرمان (ویرجینیای غربی)
اکرمان، غرب ویرجینیا (به انگلیسی: Ackerman, West Virginia) در ایالات متحده آمریکا است که در ویرجینیای غربی واقع شده‌است.

## خصوصیات
اکرمان ۱۹۹٫۰۴ متر بالاتر از سطح دریا واقع شده‌است.